# Дом кино (Минск)
«Дом кино» — бывший широкоформатный кинотеатр, распологавшийся по адресу: город Минск, улица Толбухина, дом 18. Открылся 11 сентября 2005 года после реконструкции столичного кинотеатра «Партизан». Закрыт в 2025 году.

## Описание и характеристики
В кинотеатре 1 комфортный кинозал с мягкими театральными креслами на 584 места (14 рядов). В отличие от других кинотеатров Минска, имел VIP-ряд (5 ряд) на 26 мест, отделённый от других рядов перегородками высотой около 1 метра и состоящий из кресел и диванов. В зале также были места для инвалидов. Возможно, для этой цели использовались кресла и диваны VIP-ряда.
Техническое оснащение составляли мощная система объемного озвучивания Dolby Digital EX, электронный кинопроектор KINOTON и цифровой видеопроектор.
В кинотеатре были расположены вестибюль, конференц-зал (на 40-50 человек), фойе на 2 этаже, в котором выставлялись картины различных художников (инсталляции менялись).
Кинотеатр «Дом кино» находился в муниципальной собственности унитарного предприятия «Киновидеопрокат» Минского городского исполнительного комитета.
В кинотеатре действовал ряд кинопроектов:
- «Канномания» (совместный проект с радио «Мелодии века») — демонстрация лучших фильмов Международного Каннского кинофестиваля, периодичность: 1-2 раза в месяц, кроме летнего периода;
- «InterFilmWostok» / «ИнтерФильмВосток» (молодёжный проект) — демонстрация подборок различных программ короткометражных работ с Международного Берлинского кинофестиваля короткометражного кино «ИнтерФильмВосток», периодичность: 1 раз в квартал;
- «Фест Нового Немецкого Кино» — демонстрация наиболее ярких немецких картин, участвовавших в различных кинофестивалях, периодичность: 1 раз в год в сентябре;
- «Окно в Венецию» — предполагал показ наиболее ярких, новаторских и значимых в художественном отношении кинокартин, которые были представлены на Международном Венецианском кинофестивале, периодичность: по мере поступления фильмов в прокат (2-4 показа в год);
- «КиноАрт по-белорусски» (совместный проект с Белорусской государственной академией искусств) — предполагал показ короткометражных фильмов белорусских авторов.

В 2025 году кинотеатр был закрыт в связи с нерентабельностью. Здание передано Минскому государственному дворцу детей и молодёжи.